# Servaisgraphie
La servaisgraphie est — selon la définition de son auteur, le cinéaste belge Raoul Servais — « un système de trucage permettant d'une part l'incrustation de personnages filmés en vues réelles dans des décors de création graphique et, d'autre part, un système augmentant la qualité de ces décors ».

## Historique
Les recherches un peu laborieuses menées pour le court métrage Harpya (1979) ont contribué à la mise au point de ce procédé, plus rapide. Le cinéaste envisageait de l'utiliser pour la totalité de son long métrage Taxandria (1994), mais l'essor des technologies numériques dans l'intervalle l'a conduit à n'en faire qu'un usage partiel pour ce film. De fait son court métrage Papillons de nuit (1998) est le seul film d'animation entièrement tourné de cette façon. L'avènement de l'infographie a rendu le procédé obsolète.

## Technique
La servaisgraphie consiste à filmer des personnages dans un studio peint en blanc et sur pellicule blanc et noir. Les images sont ensuite imprimées sur des feuilles de cellophane, puis coloriées au verso, comme pour un dessin animé. Elles sont ensuite filmées à nouveau, cette fois devant les décors appropriés.